# Tsutaya Jūzaburō
Tsutaya Jūzaburō (蔦屋重三郎) (13 février 1750-31 mai 1797) fut un célèbre éditeur d'estampes japonaises ukiyo-e de la fin du XVIIIe siècle. Il édita notamment des estampes de Utamaro et de Sharaku.

## Place dans l'ukiyo-e
Tsutaya Jūzaburō fut le fondateur et le chef de la maison d'édition Tsutaya à l'époque Edo. Cette maison d'édition édita les estampes ukiyo-e de beaucoup des plus grands artistes de la période, ainsi que des livres illustrés. On l'a appelé « le plus grand des éditeurs d'estampes », et c'est certainement le plus fameux éditeur de cette période. Les estampes qu'il édita montrent souvent une très grande qualité de gravure.
Tsuta-Ya n'était pas à proprement parler un nom de famille, car les roturiers n'avaient en général pas de nom de famille avant la restauration Meiji de 1868. En fait, il s'agit d'un yagō, ou « nom de boutique », signifiant littéralement « la boutique du lierre ». Jûzaburô et ses successeurs utilisaient un sceau représentant des feuilles de lierre sous un mont Fuji stylisé, comme cachet d'éditeur. On se réfère aussi parfois à lui comme à Tsuta-Jū.
Tsutaya Jūzaburō fut un remarquable découvreur de talents, et sa maison édita de nombreux artistes célèbres, tels que Utamaro, Sharaku, Shunsho, Choki, Toyokuni, Kitao Masanobu, Shun'ei.

## Biographie et carrière
On pense que le père de Tsutaya Jūzaburō était un membre du clan Maruyama, qui travaillait au Yoshiwara, le quartier des plaisirs à Edo. Dans le Yoshiwara, Jūzaburō fut adopté par la famille Kitagawa, et reçut le nom de Tsutaya, qui était celui de l'une des maisons de thé des Kitagawa.

### Éditeur de guides sur le Yoshiwara
Il ouvrit son affaire d'édition au Yoshiwara en 1773, et commença à imprimer et à vendre des guides sur le quartier de plaisir (Yoshiwara saiken), commençant par vendre le guide de Urokogataya Magobee, puis le sien propre, en 1775. Mais quelques années plus tard, en 1783, le guide de Tsutaya Jūzaburō se vendait beaucoup mieux que celui de Urokogataya Magobee, et Tsutaya Jūzaburō eut bientôt le monopole des Yoshiwara saiken.
C'est d'ailleurs pour illustrer ses guides sur Yoshiwara qu'il employa tout d'abord des illustrateurs tels que Katsukawa Shunshō.

### Éditeur de livres et d'estampes
À partir de 1776, il commença la publication de poésie haikai, de ehon et de sharebon, puis des kyoka des poètes majeurs de l'époque, et également des kibyōshi par le fameux écrivain Hōseidō Kisanji, parvenant ainsi à la popularité et au succès. Il étendit rapidement ses affaires, et déménagea le siège de son affaire d'édition au Nihonbashi en 1783, rejoignant l'élite des marchands d'Edo.
Au cours de sa carrière, Tsutaya Jūzaburō découvrit et encouragea des artistes et des écrivains : Utamaro et Sharaku, bien sûr, mais aussi Bakin, Jippensha Ikku et Santō Kyōden, produisant des milliers d'estampes dessinées par ces artistes, publiant les livres des écrivains, encourageant ces talents créatifs, en agissant comme leur protecteur et leur mentor.
Bien qu'il ait connu un grand succès de son vivant, et que ses publications l'aient enrichi, sa réputation actuelle tient plus à sa capacité et découvrir et à faire éclore de grands talents. Sans ses efforts, beaucoup des artistes et des écrivains les plus talentueux de cette période n'auraient peut-être jamais émergé.
Les réformes Kansei sur la censure, instituées de 1787 à 1793, amenèrent une censure plus stricte et des sanctions rigoureuses. Santō Kyōden et Utamaro furent tous deux emprisonnés et enchaînés, et Tsutaya Jūzaburō fut contraint de payer une lourde sanction financière pour avoir publié leurs œuvres licencieuses, ou politiquement sensibles.
Après les problèmes rencontrés en 1791, Tsutaya Jūzaburō, qui avait été jusque-là un membre de la guilde des éditeurs jihon, chercha à devenir membre de la shomotsuya nakama, la guilde des vendeurs de livres « sérieux ». À compter de cette date, il vendit plus d'ouvrages convenant à cette appartenance, mais le cœur de ses affaires dans les années 1790 était centré, non sur les livres « sérieux », mais sur les estampes ukiyo-e de jolies femmes et d'acteurs de Utamaro et de Sharaku, qui rencontraient un succès considérable, générant des profits à l'unisson ; en particulier, pendant une période de dix mois en 1794-1795, il imprima et édita la totalité de l'œuvre du grand artiste Sharaku. Comme encore aujourd'hui l'identité de Sharaku reste un sujet de discussion, quelques spécialistes pensent que Sharaku et Jūzaburō ont peut-être été une seule et même personne.
Après 1794, il se concentra surtout sur les livres de poésies haikai, rachetant même des planches à d'autres éditeurs pour les imprimer lui-même.
Tsutaya Jūzaburō mourut en 1797, à l'âge de 48 ans. Selon certaines sources, il serait mort du béribéri.